# アニメフリークFX
『アニメフリークFX』（animefreakFX）は、1995年から1998年にわたってNECホームエレクトロニクスからPC-FX用に販売されたディスクマガジン。全6号。アニメーションと声優を主とした内容で、ディスクマガジンには珍しく動画が多くを占めた。
PC-FXのイメージキャラクターであるロルフィー（声：大野まりな）がタイトルやメニューなどで大きく取り扱われた。

## vol.1
発売日：1995年8月12日
- 特集 「赤ずきんチャチャ」フリーク
- オリジナルアニメ「プライベート・アイ・ドル」
- アイドルフリーク：リリスfrom女神天国
- ヴォイスフリーク：氷上恭子
- データフリークス：PC-FXのゲームと女性声優のデータベース
- ミニゲーム：恭子ちゃんとジャンケン！
- フリークスニュース：編集後記

## vol.2
発売日：1995年12月22日
- 特集 「BLUE SEED」フリーク
- オリジナルアニメ「プライベート・アイ・ドル」
- アイドルフリーク：藤宮紅葉
- ヴォイスフリーク：桜井智
- データフリークス：男性声優情報とPC-FX新作情報
- ミニゲーム：智ちゃんと遊ぼう！ High&Low
- アニメフリークゾーン 美少女コンテスト対応：美少女イラストセレクション107
- フリークスニュース

## vol.3
発売日：1996年4月5日
- 特集 「天地無用!」フリーク
- オリジナルアニメ「プライベート・アイ・ドル」最終回
- アイドルフリーク：剣野舞
- ヴォイスフリーク：岩男潤子
- PHOTO&TALK まりなちゃんの日記
- データフリークス：アニメデータブック1995OVA編
- ミニゲーム：潤子ちゃんのハートをさがせ！！
- アニメフリークゾーン 美少女コンテスト対応：美少女コンテストの結果発表BEST20
- フリークスニュース

## vol.4
発売日：1997年2月28日
- オリジナルアニメ「虹の少女隊プリズムナイツ」
- プリズムナイツ Data library
- PC-FX新作ソフトプロモーション：「となりのプリンセス ロルフィー」「Last Imperial Prince」
- ボイドル in NAMJATOWN
- 満開！セクシーグラフィティ
- フリークレーダー：女性声優行きつけのお店の紹介
- フリークスニュース

## vol.5
発売日：1997年8月29日
- オリジナルアニメ「虹の少女隊プリズムナイツ」
- プリズムナイツ Data library
- 特集：こどものおもちゃのおもちゃ
- PC-FX超人気3タイトル完全攻略！：「ファイアーウーマン纏組」「ブルーブレイカー」「女神天国Ⅱ」
- 超レアmono!美少女キャラクタ制服図鑑〜OVA編〜
- ヴォイスアイドル水着でポン！in Saipan
- 冨永みーなショー
- PC Engine＆PC-FX カルトクイズ
- フリークスニュース

## vol.6
発売日：1998年2月27日
- オリジナルアニメ「虹の少女隊プリズムナイツ」最終話
- プリズムナイツ Data library
- 特集：こどものおもちゃのおもちゃ2
- 宮村優子のゴージャスナイトwith氷上恭子
- 横山智佐 BIG BLUEの休日 in Koh SAMUI
- 高橋良輔の世界
- みやむーグッズ大紹介
- ミニゲーム：みやむーのジャンケン番長
- フリークスニュース